# 克莱县 (明尼苏达州)
克萊縣（英語：Clay County）是美国明尼蘇達州西北部的一個郡，西鄰北达科他州，面積2,727平方公里。根据2020年美國人口普查，共有人口65,318人。縣治穆爾黑德（Moorhead）。
該縣成立於1858年3月18日，縣政府成立於1862年2月11日；縣名原來以第十四任美国副总统约翰·C·布雷肯里奇命名，但由於其支持南方邦聯，縣民於是在1862年投票改名，以紀念代表肯塔基州的聯邦參議員、美国国务卿亨利·克莱（Henry Clay）。